# إد ووكر (لاعب كرة قاعدة)
إد ووكر (بالإنجليزية: Ed Walker)‏ هو لاعب كرة قاعدة أمريكي، ولد في 11 أغسطس 1874 في Cambois ‏ في المملكة المتحدة، وتوفي في 29 سبتمبر 1947 في آكرون في الولايات المتحدة.

## وصلات خارجية
- إد ووكر على موقعبيزبول رفرنس.كوم (الدوري الرئيسي) (الإنجليزية)
- إد ووكر على موقعبيزبول رفرنس.كوم (الدوري الثانوي) (الإنجليزية)